# الفارس الأخضر

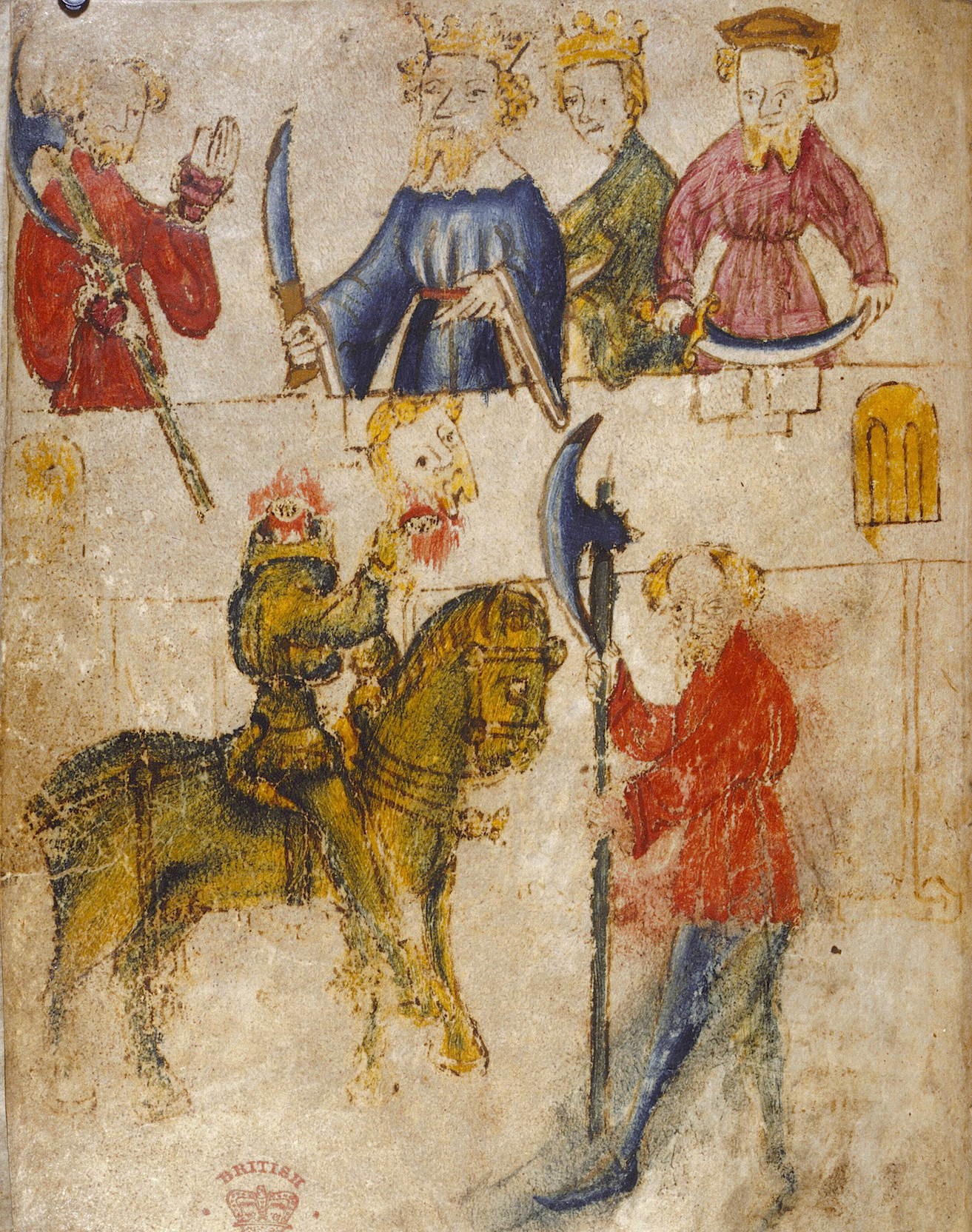
لوحة من المخطوطة الأصلية للسير جاوين والفارس الأخضر. يجلس الفارس الأخضر على الحصان ويمسك رأسه المقطوعة في يده اليمنى.

إن الفارس الأخضر (بالإنجليزية: Green Knight)‏ هو شخصية من الشعر الآرثري من القرن الرابع عشر في قصة السير جاوين والفارس الأخضر (بالإنجليزية: Sir Gawain and the Green Knight)‏ وأعمال العصور الوسطى ذات الصلة بقصة الفارس الأخضر.
تم الكشف عن الاسم الحقيقي للسير جاوين ليكون بيرتيلاك دي هاوتديسيرت (إن التهجئة البديلة في بعض الترجمات هي بيركليك أو بيرنلاك) بينما الاسم الحقيقي للفارس الأخضر أطلق عليه اسمه بريدبيدل (بالإنجليزية: Bredbeddle)‏.
ظهر الفارس الأخضر لاحقًا كواحد من أعظم أبطال آرثر في قصة الملك أرثر والملك كورول.
في قصة السير جاوين والفارس الأخضر تحول برتيلاك إلى الفارس الأخضر بواسطة الساحرة مورغان لو فاي الخصم التقليدي للملك آرثر من أجل اختبار بلاطه. في قصة الفارس الأخضر يتم تحويله من قبل امرأة مختلفة لنفس الغرض. في كلتا القصتين أرسل زوجته لإغواء جاوين كاختبار إضافي. يتم تصوير الفارس الأخضر في قصة "الملك آرثر والملك كورنوال على أنه طارد الأرواح الشريرة وأحد أقوى الفرسان في بلاط آرثر.
في قصة السير جاوين يُطلق على الفارس الأخضر هذا الاسم لأن بشرته وملابسه خضراء. لقد حير معنى الخضرة العلماء منذ اكتشاف القصيدة الذين عرفوه بشكل مختلف على أنه الرجل الأخضر وهو كائن نباتي من فن العصور الوسطى؛ ذكرى شخصية من الأساطير السلتية؛ رمز مسيحي أو الشيطان نفسه. إن عالم العصور الوسطى سي اس لويس سي اس لويس قد قال عن الشخصية أنها كانت «حية وملموسة مثل أي شخصية في الأدب.» وصفه جي آر آر تولكين بأنه «الشخصية الأكثر صعوبة» التي يمكن تفسيرها وذلك في مقدمة نسخته من كتاب السير جاوين والفارس الأخضر. إن دوره الرئيسي في الأدب الآرثري يثضمن كونه قاضيًا ومختبرًا للفرسان وعلى هذا النحو تعتبره الشخصيات الأخرى ودودًا ولكنه مرعب وغامض إلى حد ما.

## السياق التاريخي

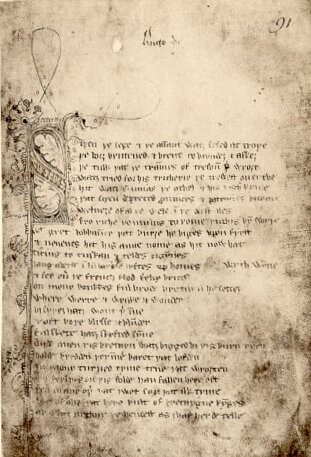
الصفحة الأولى الأصلية من رواية السير جاوين والفارس الأخضر

كان أول ظهور للفارس الأخضر في أواخر القرن الرابع عشر في قصيدة الجناس السير جاوين والفارس الأخضر والتي نجت في مخطوطة واحدة فقط مع قصائد أخرى لنفس المؤلف والذي يطلق عليه اسم شاعر اللؤلؤ شاعر اللؤلؤ. كان هذا الشاعر معاصرا لجيفري تشوسر كاتب حكايات كانتربري، على الرغم من أن الاثنين كتبوا في أجزاء مختلفة من إنجلترا. إن القصيدة اللاحقة الفارس الأخضر هي قصة رومانسية منظومة في أواخر العصور الوسطى والتي من المحتمل أنها تسبق نسختها الوحيدة الباقية: بيرسي فوليو من القرن السابع عشر. العمل الآخر الذي يظهر فيه الفارس الأخضر هو القصيدة اللاحقة «الملك آرثر والملك كورنوال»، والتي أيضا لا تزال موجودًة في مخطوطة بيرسي فوليو. إن تاريخ تأليفها تخميني. قد يكون نسخة من قصة سابقة على الرغم من أنه من المحتمل أيضًا أن تكون من نتاج القرن السابع عشر.

## دور قصة الفارس الأخضر في الأدب الآرثري
في قصة السير جاوين والفارس الأخضر يظهر الفارس الأخضر أمام محكمة آرثر خلال وليمة عيد الميلاد حاملاً غصنًا مقدسًا بيد وفأس معركة في اليد الأخرى. على الرغم من عدم مسؤوليته عن الحرب يُصدر الفارس تحديًا: سيسمح لرجل واحد بضربه مرة واحدة بفأسه بشرط أن يرد الضربة في العام المقبل. في البداية قبل آرثر التحدي لكن جاوين أخذ مكانه وقطع رأس الفارس الأخضر الذي استعاد رأسه وأعاد وصله وأخبر جاوين بأن يقابله في الكنيسة الخضراء (بالإنجليزية: Green Chapel)‏ في الوقت المحدد.
| لا، لا أسعى إلى معركة، أؤكد لك حقًا: أولئك الذين حولي في هذه القاعة ليسوا سوى أطفال بلا لحى. إذا كنت محبوسًا في درعتي على حصان عظيم، لا أحد هنا يمكن أن يضاهي قواهم الضعيفة. لذلك، أطلب من المحكمة مباراة عيد الميلاد... |
| - الفارس الأخضر يخاطب محكمة آرثر في قصة السير جاوين والفارس الأخضر |

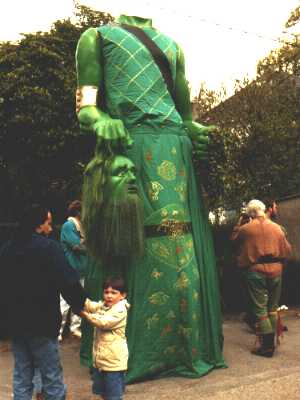
بيرتيلاك الفارس الأخضر

يظهر الفارس بعد ذلك باسم بيرتيلك حيث يكون رب قلعة كبيرة ومضيف جاوين قبل وصوله إلى الكنيسة الخضراء. في قلعة بيرتيلك يخضع جاوين لاختبارات الولاء والعفة حيث يرسل بيرتيلك زوجته لإغواء جاوين، ويرتب الأمر بحيث في كل مرة يكسب بيرتيلك فريسة في الصيد أو جاوين أي هدية في القلعة يقوم كل منهما بمبادلة ما كسبه مع الآخر. في يوم رأس السنة الجديدة غادر جاوين إلى الكنيسة الخضراء وانحنى ليتلقى ضربته من الفارس الأخضر، فقط لجعل الفارس الأخضر يخدعه بضربتين، عندئذ بالكاد ضربه في الثالثة. عند ذلك يكشف الفارس الأخضر عن ذاته بأنه برتيلاك وأن الساحرة مورغان لا فاي قد منحته الهوية المزدوجة لاختبار جاوين وآرثر.

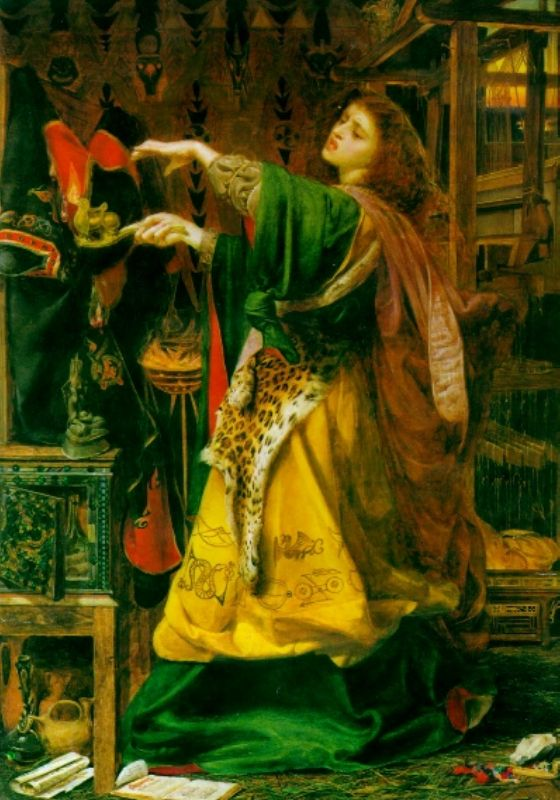
الساحرة مورجان لو فاي مرسومة بواسطة فريدريك سانديز في عام 1864. تقف أمام نولها الذي نسجت عليه رداء مسحورا لتلتهم جسد الملك آرثر بالنار. مظهرها بشعرها المنسدل والإيماءات المهجورة وجلد النمر المكسو يوحي بممارسة جنسية أنثوية خطيرة ووحشية. الرداء الأخضر الذي صور مورغان وهي ترتديه هو في الواقع كيمون.

تحكي قصة الفارس الأخضر نفس قصة السير جاوين والفارس الأخضر، مع بعض الاختلافات. والجدير بالذكر أن الفارس، المسمى هنا بريدبيدل يرتدي فقط اللباس ذو اللون الأخضر ولكنه ليس صاحب بشرة خضراء اللون بحد ذاته. تذكر القصيدة أيضًا أن الفارس الأخضر طلبت منه والدة زوجته (وليس مورغان في هذا الإصدار) خداع جاوين. يوافق الفارس الأخضر على ذلك لأنه يعلم أن زوجته تحب جاوين سراويأمل أن يخدع كليهما. يتعثر ويخطئ جاوين في قبول حزام من زوجة الفارس الأخضر ويتم تحقيق هدف الفارس الأخضر إلى حد ما صغير. في النهاية يعترف بقدرة جاوين ويطلب مرافقته إلى بلاط آرثر.
في قصة الملك آرثر والملك كورنوال يظهر الفارس الأخضر مرة أخرى باسم بريدبيدل ويتم تصويره على أنه أحد فرسان آرثر. إنه يعرض مساعدة آرثر في محاربة شبح غامض (والذي يسيطر عليه الساحر الذي هو الملك كورنوال). يدخل الفارس الأخضر غرفة الشبح الغامض. عندما تفشل هجمات بريدبيدل الجسدية ضد الشبح الغامض يستخدم نصًا مقدسًا لإخضاعه. يكتسب الفارس الأخضر في النهاية قدرًا كبيرًا من القدرة على التحكم فيالشبح الغامض من خلال هذا النص المقدس لدرجة أنه يقنعه بأخذ سيف وضرب رأس سيده.

## علم أصول الكلمات
قد يُشتق اسم "برتيلاك" من الكلمة السلتيكية "باشلاش" (بالإنجليزية: bachlach)‏ والتي تعني غير أخلاقي أو من كلمة "بريسالك" والتي تعني "مثير للجدل". إن الكلمة بورتولياس (بالإنجليزية: bertolais)‏ المأخوذة من اللغة الفرنسية القديمة تُترجم على أنها "برتيلاك" في القصة من الأدب الآرثري والمسماة قصة ميرلين المأخوذة من قصة عصر لانسلوت-الكأس المقدسة من أسطورة آرثر. والجدير بالذكر أن البادئة "Bert-" تعني "مشرق"، ويمكن أن تعني "-lak" إما بحيرة أو لعب أو رياضة أو مرح. ربما تأتي كلمة "هاوتديسيرت" (بالإنجليزية: Hautdesert)‏ من مزيج من الكلمات الفرنسية القديمة والكلتية التي تعني "المرتفعات القاحلة" أو "ارتفاع هيرميتاج". قد يكون لها أيضًا ارتباط بالرغبة بمعنى "محروم من الميراث (بالإنجليزية: disinherited)‏ (أي محروم من المائدة المستديرة).

## شخصيات مماثلة أو مشتقة

### الفرسان الخضر في قصص أخرى
تظهر شخصيات مشابهة للفارس الأخضر في العديد من الأعمال الأخرى.

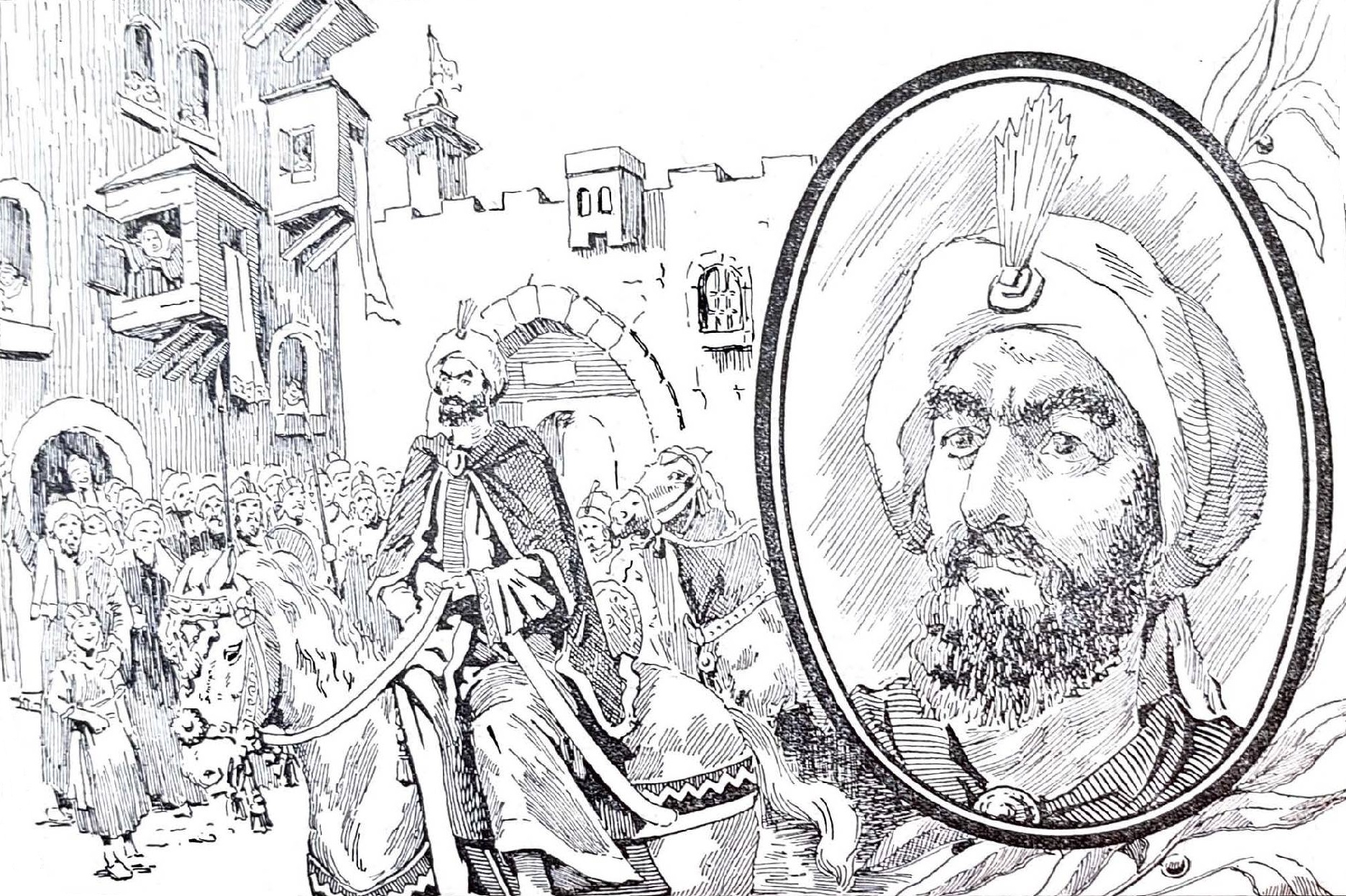
صلاح الدين يدخل مدينة القدس

في فيلم موت آرثر لتوماس مالوري على سبيل المثال هزم غاريث (وهو شقيق جاوين) أربعة إخوة يرتدون دروعًا ملونة مختلفة بما في ذلك الفارس الأخضر وهو السير بارتولوب. إن الثلاثة الذين نجوا من اللقاء انضموا في النهاية إلى المائدة المستديرة وظهروا عدة مرات أخرى في النص.
تتميز قصص صلاح الدين بوجود الفارس الأخضر وهو محارب صقلي يرتدي درع أخضر وخوذة مزينة بقرون الأيل. يحاول صلاح الدين جعله جزءًا من حرسه الشخصي. وبالمثل ظهر الفارس الأخضر الذي يطلق عليه في اللغة الفرنسية شوفالييه فير (بالفرنسية: Chevalier Vert)‏ في تاريخ إرنول أثناء تذكر الأحداث التي أعقبت الاستيلاء على القدس في عام1187؛ هنا تم التعرف على الفارس الأخضر على أنه فارس إسباني حصل على هذا اللقب من المسلمين بسبب ملابسه الغريبة.

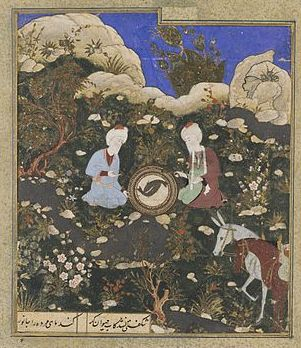
الخضر و ذو القرنين الاسكندر العظيم وهما يتعجبان من رؤية سمكة مملحة تعود للحياة عندما تلمسها مياه الحياة.

بعض الباحثين اعتبروا الفارس الأخضر ارتباطا بالحكايات الإسلامية. يُطلق على شخصية الخضر في القرآن اسم «الرجل الأخضر» باعتباره الرجل الوحيد الذي شرب ماء الحياة، مما يجعله في بعض إصدارات القصة يتحول إلى اللون الأخضر. إن الخضر يختبر موسى ثلاث مرات من خلال القيام بأعمال تبدو شريرة والتي تم الكشف عنها في النهاية على أنها حقا أعمال نبيلة لمنع الشرور الأعظم أو الكشف عن الخيرات الأعظم. يعمل كلا من الفارس الأخضر الآرثري والخضر كمعلمين لرجال مقدسين (جاوين / موسى) اللذين اختبرا إيمانهما وطاعتهما ثلاث مرات. لقد قيل أن شخصية الفارس الأخضر قد تكون سليلًا أدبيًا للخضر تم إحضاره إلى أوروبا مع الفرسان الصليبيين ومزجها مع الشخصيات السلتيكية والآرثرية.

### الشخصيات التي تؤدي أدوارًا مماثلة
تظهر لعبة قطع الرأس في عدد من الحكايات، أولها الحكاية الأيرلندية من القرون الوسطى الحكاية الأيرلندية من القرون الوسطى والتي تعرف باسم قصة عيد بريكريو. يُطلق على المتحدي في هذه القصة اسم "الخوف وهو باشلاش (بالإنجليزية: bachlach)‏ ويُعرف باسم كو روا (وهو ملك خارق يحكم منطقة مونستر في أولستر في عصر الأساطير الأيرلندية) ويكون هذا الملك مقنعًا. يتحدى ثلاثة محاربين في لعبته فقط ليهربوا من الضربة العائدة حتى يقبل البطل كو شولين التحدي. مع وجود كو شولين تحت فأس الملك كو روا يقوم كو شولين بخداع الملك أيضًا بثلاث ضربات قبل أن يترك الملك كو روا البطل كو شولين يمضي في حال سبيله. في النسخة الأيرلندية تصف عباءة الكورل (بالإنجليزية: cloak of the churl)‏ بأنها جلاس (بالإنجليزية: glas)‏ والتي تعني اللون الأخضر. في قصة حياة كارادوك حياة كارادوك وهو سرد فرنسي من القرون الوسطى مدمج في التكملة الأولى المجهولة للشاعر الفرنسي كريتيان دي تروي المعروفة باسم بيرسيفال، قصة الكأس المقدسة تم إصدار تحدٍ آخر مماثل. في هذه القصة هناك اختلاف ملحوظ هو أن متحدي كارادوك هو والده المتخفي الذي جاء لاختبار شرفه. الروايات الفرنسية البغل بدون فرامل و هونبوت (بالإنجليزية: Hunbaut)‏ والقصيدة الملحمية الألمانية العالية من القرون الوسطى المسماة دي كرون (بالإنجليزية: Diu Crone)‏ تعرض جميعها جاوين في مواقف قطع الرأس. تقدم قصة هونبوت تطورًا مثيرًا للاهتمام: يقوم جاوين بقطع رأس الرجل ثم يخلع عباءته السحرية قبل أن يتمكن من استبدالها مما يتسبب في وفاته. ظهرت قصة مماثلة هذه المرة منسوبة إلى لانسلوت في العمل الفرنسي الذي يعود إلى القرن الثالث عشر وهو قصة بيرلسفاوس.

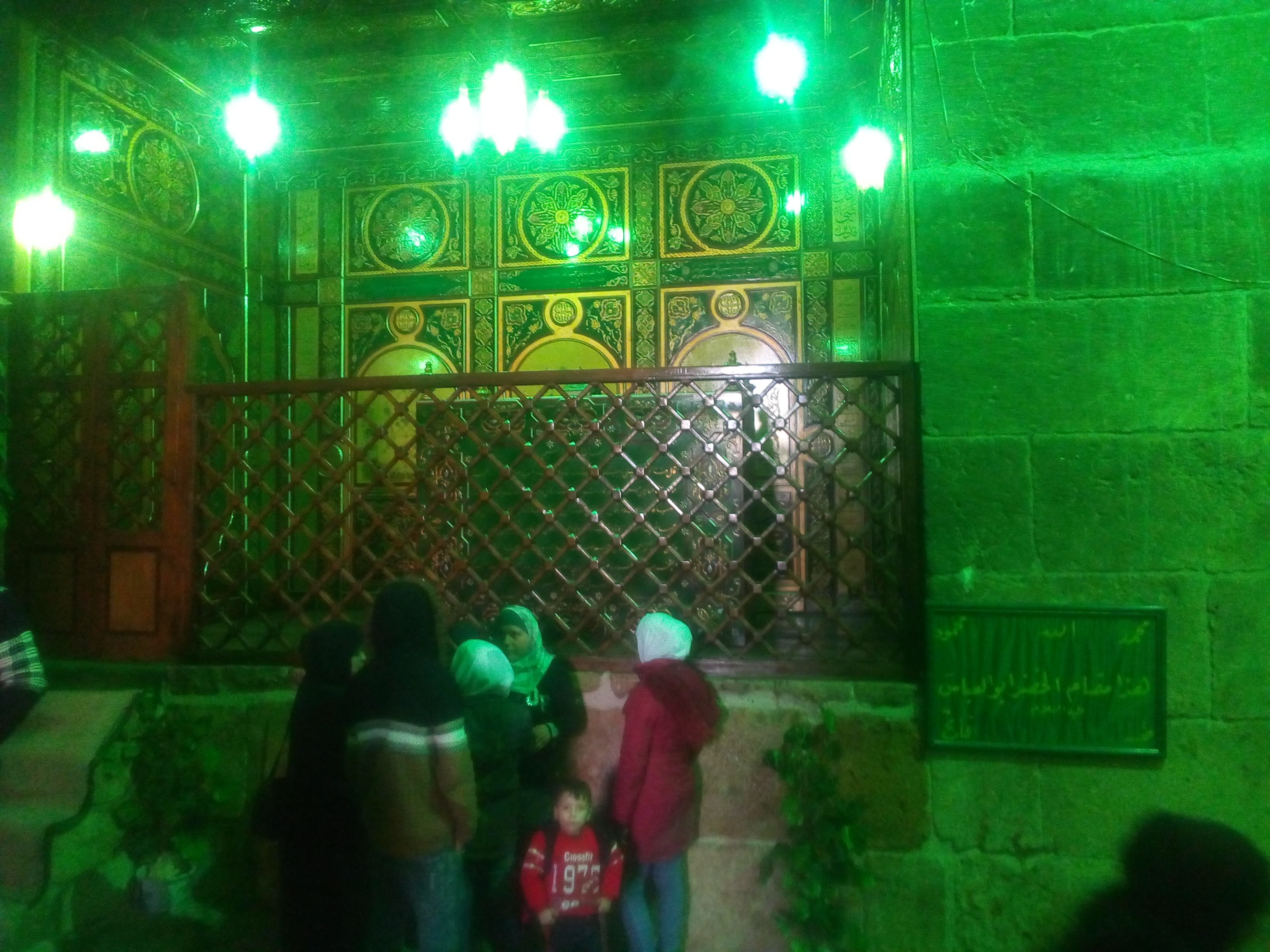
يظهر في الصورة مقام سيدنا الخضر أبو العباس عليه السلام في قلعة حلب في مدينة حلب في سوريا.

تبدأ قصة التركي وجاوين التي تعود إلى القرن الخامس عشر بدخول رجل تركي إلى بلاط آرثر والذي يأخذ بالسؤال "هل هناك أي إرادة، كأخ، أن تعطي بوفيه (بالإنجليزية: buffett)‏ وتأخذ واحدة أخرى بدلا منها؟" يقبل جاوين التحدي ثم يضطر إلى اتباع الرجل التركي حتى يقرر رد الضربة. من خلال المغامرات العديدة التي خاضوها معًا، طلب الرجل التركي، من منطلق الاحترام، من الفارس قطع رأس الرجل التركي، وهذا ما فعله جاوين. لكن الرجل التركي نجا وبقي على قيد الحياة ثم امتدح بعد ذلك جاوين وأغدق عليه الهدايا. إن قصة Sir السير جاوين وكارل الكارلايلي تحتوي على مشهد يظهر فيه اللورد كارل وهو يأمر جاوين بضربه برمحه ثم ينحني لتلقي الضربة. يلتزم جاوين ويفعل ذلك لكن اللورد كارل يقهقه ضاحكًا دون أن يصاب بأذى وعلى عكس السير جاوين والفارس الأخضر لا يتم طلب أو توجيه ضربة عائدة. من بين كل هذه القصص كانت قصة السير جاوين والفارس الأخضر هي الوحيدة التي تتمتع بشخصية خضراء تمامًا والوحيدة فقط التي تربط علاقة الساحرة مورغان لو فاي بتحوله.
تعرض العديد من القصص أيضًا فرسانًا يكافحون لدرء تقدم النساء الشغوفات بما في ذلك قصة يدر (بالإنجليزية: Yder)‏ ورواية عصر لانسلوت - الكأس المقدسة وقصة هونبت و قصة فارس السيف. إن الفارس الأخضر الموازي في هذه القصص هو ملك يختبر فارسًا فيما إذا كان سيظل عفيفًا أم لا في الظروف القصوى. المرأة التي يرسلها تكون أحيانًا زوجته (كما في قصة يدر) حيث أنه كان يعلم أنها غير مخلصة وستغري الرجال الآخرين؛ في قصة فارس السيف يرسل الملك ابنته الجميلة. إن جميع الشخصيات التي تلعب دور الفارس الأخضر تقوم بقتل الفرسان غير المخلصين الذين فشلوا في اختباراتهم.

## أهمية اللون الأخضر
في الفولكلور والأدب الإنجليزي استخدم اللون الأخضر تقليديًا لترمز إلى الطبيعة والسمات المجسدة له وهي الخصوبة وإعادة البعث. ادعى النقاد أن دور الفارس الأخضر يؤكد على البيئة خارج سكن الإنسان. من خلال هويته البديلة كبيرتيلاك يمكن أيضًا اعتبار الفارس الأخضر بمثابة حل وسط بين الإنسانية والبيئة على عكس تمثيل جاوين للحضارة الإنسانية. في كثير من الأحيان يتم استخدامه لتجسيد العالم الآخر الخارق أو الروحي. في الفولكلور البريطاني كان الشيطان يُعتبر أحيانًا أخضر والذي قد يلعب أو لا يلعب في مفهوم الانقسام بين الرجل الأخضر / الرجل البري للفارس الأخضر. كما تصور قصص العصور الوسطى اللون على أنه يمثل الحب والغرام في الحياة وأساس الرغبات الطبيعية للإنسان. ومن المعروف أيضًا أن اللون الأخضر قد دل على السحر والشيطان والشر لارتباطها بالجنيات والأرواح في الفولكلور الإنجليزي المبكر وارتباطها بالتعفن والسمية. يُنظر أحيانًا إلى اللون الأخضر عند دمجه مع الذهب على أنه يمثل تلاشي الشباب. في التقاليد السلتية تم تجنب اللون الأخضر في الملابس لارتباطه الخرافي بسوء الحظ والموت. يمكن اعتبار الأخضر في قصة السير جاوين والفارس الأخضربمثابة دلالة على التحول من الخير إلى الشر والعودة مرة أخرى حيث تعرض هذه القصة في نفس الوقت كلا من الدلالات المفسدة والمجددة للحياة للون الأخضر. عند النظر إلى هذه التفسيرات المتنوعة وحتى المتناقضة للون الأخضر فإن معناه الدقيق في القصيدة يظل غامضًا وغير مفهوم بشكل واضح.

### التفسيرات
من بين العديد من الشخصيات المشابهة له، كان الفارس الأخضر في قصة السير جاوين أول من كان أخضرًا. بسبب لونه الغريب، يعتقد بعض العلماء أنه مظهر من مظاهر شخصية الرجل الأخضر لفن العصور الوسطى، أو كتمثيل لحيوية الطبيعة وعدم القدرة على التنبؤ بها. إن كونه يحمل غصنًا أخضرًا مقدسًا ومقارنة لحيته بالأدغال قد أرشد العديد من العلماء إلى هذا التفسير. الذهب المتشابك في القماش الملفوف حول فأسه جنبًا إلى جنب مع اللون الأخضر يمنحه جوًا بريًا وأرستقراطيًا. آخرون يعتبرونه تجسيدًا للشيطان. في أحد التفسيرات يُعتقد أن الفارس الأخضر، بصفته سيد الجحيم وقد أتى ليتحدى الفرسان النبلاء في بلاط الملك آرثر. لذلك يثبت السير جاوين أشجع الفرسان، أنه مساوٍ لهرقل في تحدي الفارس وربط القصة بالأساطير اليونانية القديمة. يدعي العلماء مثل كورلي أن السمات الوصفية للفارس الأخضر تشير إلى عبودية الشيطان مثل اللحية ذات اللون القندسي التي تشير إلى الأهمية المجازية للقنادس لدى الجمهور المسيحي في ذلك الوقت والذين اعتقدوا أنهم نبذوا العالم ودفعوا «الجزية» الشيطان من أجل الحرية الروحية. " ويمكن أن نشاهد تفسيرا آخر محتمل للفارس الأخضر أنه يجمع بين عناصر من الجحيم اليوناني و المسيح المسيحي ويمثل في الوقت نفسه الخير والشر والحياة والموت كدورات ذاتيًة التجدد. يشمل هذا التفسير السمات الإيجابية والسلبية للون الأخضر ويتعلق بالعنصر الغامض للقصيدة. وصف بعض العلماء وصف الفارس الأخضر عند دخوله إلى بلاط آرثر بأنه "من الرقبة إلى الخاصرة ... قوي ومُصنع بشكل كثيف وعلى أنه مثلي الجنس.
أعلن سي إس لويس أن الفارس الأخضر «حي وملموس مثل أي شخصية في الأدب» ووصفه بأبعد من ذلك حيث قال أنه:
من قبيل الصدفة الحية؛ نصف عملاق، لكنه «فارس» جميل تمامًا؛ مليء بالطاقة الشيطانية مثل العجوز كارامازوف، ولكن في منزله، كما هو مرح مثل مضيف عيد الميلاد في ديكنز؛ يظهر الآن ضراوة لدرجة أنه أصبح عبقريًا تقريبًا، والآن العبقرية شائنة لدرجة أنها تصل إلى حد الشراسة والضراوة؛ نصف ولد أو مهرج في صراخه وضحكه وقفزاته؛ ولكن في النهاية يحكم على جاوين بالتفوق الهادئ لكائن ملائكي.
يمكن أيضًا تفسير الفارس الأخضر على أنه مزيج من شخصيتين تقليديتين في الرومانسية وروايات العصور الوسطى، وهما «الرجل الأخضر الأدبي» و «الرجل الأدبي البري». «الرجل الأخضر الأدبي» يدل «على الشباب الطبيعي والحيوية والحب» في حين أن «الرجل المتوحش الأدبي» يمثل «عداء الفروسية» و«الشيطاني» و«الموت». يربط الجلد الأخضر اللون للفارس الأخضر اللون الأخضر للباس باللون الأخضر للشعر واللحية وبالتالي يربط الأخلاق اللطيفة للرجل الأخضر وأهميته بالصفات البشعة للرجل البري.

### جاك باللون الأخضر
تتم مقارنة الفارس الأخضر أيضًا بشخصية العطلة الإنجليزية وهي شخصية جاك باللون الأخضر (بالإنجليزية: Jack in the green)‏. يشكل جاك جزء من تقليد عطلة عيد العمال في بعض أجزاء إنجلترا، ولكن علاقته بالفارس موجودة بشكل أساسي في تقليد ديربيشاير في كاسلتون جارلاند. في هذا التقليد يتم قيادة نوع من جاك في اللون الأخضر يعرف باسم ملك الإكليل عبر المدينة على حصان، مرتديًا إكليلا من الزهور على شكل جرس يغطي الجزء العلوي من جسمه بالكامل، وتتبعه فتيات صغيرات يرتدين ملابس بيضاء، ويتم الرقص في نقاط مختلفة على طول الطريق (سابقًا ضاربو جرس البلدة الذين ما زالوا يصنعون الإكليل قاموا أيضًا بهذا الدور). على قمة إكليل الملك توجد «الملكة»، وهي عبارة عن باقة من الزهور الزاهية (بالإنجليزية: posy of bright flowers)‏. يرافق الملك أيضًا زوجته التي ترتدي ملابس أنيقة (في الوقت الحاضر، بشكل محير، تُعرف أيضًا باسم الملكة)؛ لعبت دورها في الآونة الأخيرة امرأة ولكن حتى عام 1956 كان يلعب دور «المرأة» هذه دائمًا رجلًا يرتدي ملابس نسائية. في نهاية الحفل يتم إخراج باقة زهور الملكة من الإكليل لتوضع على النصب التذكاري للحرب في المدينة. ثم يركب ملك الإكليل إلى برج الكنيسة حيث يتم نقل الإكليل إلى جانب البرج وتعليقه على صهوة البرج (بالإنجليزية: pinnacle)‏ (وهي أبراج زخرفية صغيرة تعلو البرج الرئيسي). نظرًا لصور الطبيعة المرتبطة بالفارس الأخضر فقد تم تفسير الحفل على أنه ربما يكون مستمدًا من قطع رأسه الشهير في قصيدة جاوين. في هذه الحالة فإن إزالة باقة زهور الملكة من شأنه أن يرمز إلى فقدان رأس الفارس.

### الكنيسة الخضراء
في قصيدة جاوين عندما يتم قطع رأس الفارس فإنه يخبر جاوين أن يأتي لمقابلته في الكنيسة الخضراء قائلاً إن جميع الأشخاص القريبين يعرفون مكان هذا المصلى. في الواقع إن المرشد الذي يقوم بإحضار جاوين من قلعة بيرتيلاك إلى الكنيسة الخضراء يزداد خوفًا عندما يقتربون منه ويطلب من جاوين العودة. تسبب الاجتماع الأخير في الكنيسة الخضراء قام العديد من العلماء برسم روابط دينية حيث أدى الفارس الأخضر دورًا كهنوتيًا مع جاوين باعتباره تائبًا. في نهاية المطاف يحكم الفارس الأخضر في هذا التفسير على جاوين ليكون فارسًا جديرًا ويسمح له بالعيش حيث أن الفارس الأخضر يلعب دور الكاهن والله والحكم جميعا في نفس الوقت.
تعتبر الكنيسة من قبل جاوين مكانًا شريرًا: المنذِر «الكنيسة الأكثر لعنة» و«المكان الذي يقرأ فيه الشيطان صلاة العشاء»؛ ولكن عندما يسمح الفارس الغامض لجاوين بالعيش فإن جاوين يتولى على الفور دور التائب إلى الكاهن أو القاضي كما هو الحال في الكنيسة الحقيقية. قد تكون الكنيسة الخضراء مرتبطة أيضًا بقصص تلال الجنيات الخيالية أو الربوات من الأدب السلتي القديم. تساءل بعض العلماء عما إذا كانت عبارة هاوت ديسيرت (بالإنجليزية: Hautdesert)‏ تشير إلى الكنيسة الخضراء لأنها تعني «الأرميتاج العالي». لكن معظم العلماء يشك في هذا الارتباط. فيما يتعلق بموقع الكنيسة، في قصيدة الفارس الأخضر يوصف مكان معيشة السير بريدبيدل بأنه قلعة هوتون (بالإنجليزية: castle of hutton)‏ مما دفع بعض العلماء إلى اقتراح علاقة مع منزل هوتون مانور في سومرست. تقوده رحلة جاوين مباشرة إلى وسط منطقة لهجة شاعر اللؤلؤ حيث يرشح أن موقع القلعة هو في الارميتاج العالي والمصلى الأخضر. يُعتقد أن هاوت ديسيرت تقع في منطقة سويزاملي في شمال غرب ميدلاند كما هي في منطقة لهجة الكاتب وتتطابق مع ميزات الأرض الموضحة في القصيدة. يُعتقد أن الكنيسة الخضراء تقع إما في كنيسة لود أو ويتون ميل حيث تتطابق هذه المناطق إلى حد كبير مع الأوصاف التي قدمها المؤلف. على سبيل المثال حدد رالف إليوت الكنيسة التي يبحث عنها الفارس بالقرب من منزل مانور القديم في الجزء السفلي من الوادي على منحدر تل في شق كبير.

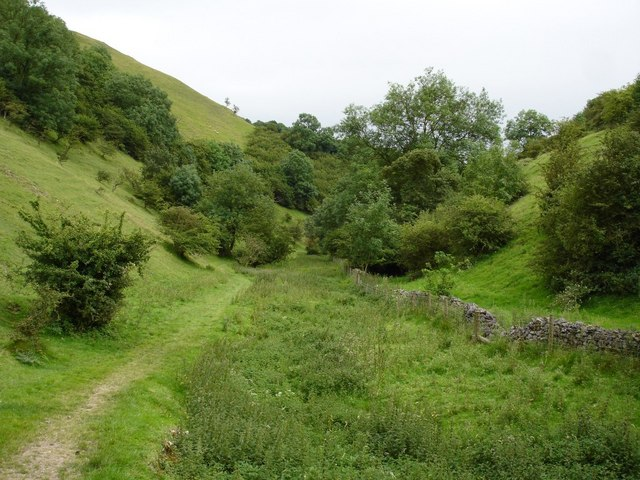
ويتون ميل

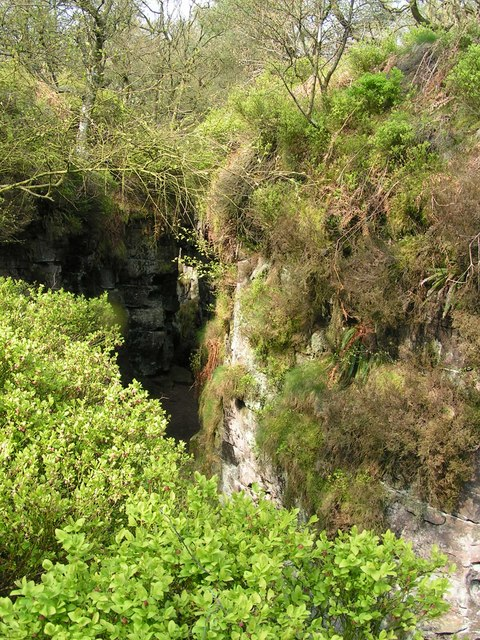
كنيسة لود